# Rejon bawliński
Rejon bawliński (ros. Бавлинский райо́н, tatar. Баулы районы) – rejon w należącej do Rosji autonomicznej republice Tatarstanu.
Rejon leży w południowo-wschodniej części kraju; jego ośrodkiem administracyjnym jest miasto Bawły. Rejon ma powierzchnię 1222,85 km²; zamieszkuje go 33 581 osób (wg danych na rok 2021).